# Metropolia Huancayo
Metropolia Huancayo – metropolia rzymskokatolicka w Peru utworzona 30 czerwca 1966 roku.

## Diecezje wchodzące w skład metropolii
- Archidiecezja Huancayo
  - Diecezja Huánuco
  - Diecezja Tarma

## Biskupi
- Metropolita: abp Pedro Barreto SJ (od 2004) (Huancayo)
- Sufragan: bp Neri Menor Vargas OFM (od 2016) (Huánuco)
- Sufragan: wakat (od 2014) (Tarma)

## Główne świątynie metropolii
- Katedra Trójcy Przenajświętszej w Huancayo
- Katedra Jezusa z Burgos w Huánuco
- Katedra św. Anny w Tarma